# Église Saint-Valentin de Bagneux-la-Fosse
L'église Saint-Valentin est une église située à Bagneux-la-Fosse, en France.

## Description

### Mobilier
Parmi celui-ci on peut noter un certain nombre d'inscritpions :
- sur un pilier En l'an mil VCXXXIII Estienne Laret donna XX libvres pour la premiere pierre assoier de ce pillié-si à l'église, et pour faire son épitaphe. Pries Dieu qu'il y ayt son ame[2],
- sur une dalle CY GIST/ MAISTRE NICOLAS/ BABEAU VIVANT M[AITRE]/ ES ART EN LA FACULTE (...) / PRESTRE CURE DE/ BAGNEUX OU EST/ DECEDE LE 23 FEVRIER/ 1696. / REQUIESCAT IN PACE[3],
- la dalle de la baronne des Planeaulx, dame de Bagneux et de Beauvoir, épouse de Léonard LeMosnier qui est décédée le 22 décembre 1752[4],
- la dalle de François Merey qui était officier et décéda le 25 novembre 1782[5],
- la dalle d'un inconnu décédé le 23 septembre 1694 à 49 ans[6].

Ainsi qu'une chaire à prêcher où tout le décor figuré est rapporté : colombe peinte ; rampe en fer ;
scènes figurées : les 4 Évangélistes ; ange musicien au sommet. Il semble que Thevenin de Langres en soit le fabricant.

## Localisation
L'église est située sur la commune de Bagneux-la-Fosse, dans le département français de l'Aube.

## Historique
L'église, sous la protection de Valentin de Griselles, date du XVIe siècle : bâtie sur une croix latine, avec une abside à cinq pans, elle a une nef à cinq travées. Le clocher de 1826 était à l'origine sur la croisée de transept. L'édifice était à la seule collation de l'évêque, et dépendait du doyenné de Bar-sur-Seine.
La première mention qui en est faite date de l'époque où Aymon Le Roux, se retirant moine entre 1076 et 1111, faisait don de l'église à l'abbaye de Molesme.
L'édifice est inscrit au titre des monuments historiques en 1926.